# الغراب (فلم)
هو فيلم أمريكي كلاسيكي من بطولة النجم الأمريكي براندون لي ومايكل وينكوت سنة 1993 لكن حدث أمر مأساوي وهو مقتل بطل الفيلم براندون لي عن طريق الخطأ فاجل إلى سنة 1994

## حادثة مقتل براندون لي
مثلما لف الغموض موت بروس لي حصل نفس الشيء مع ابنه في ريعان شبابه فقد اصيب بطلقتين ناريتين خطأ اصابت احداهما عموده الفقري اودت بحياته على الفور ومايزال لغز هذا الحادث غامضا حتى الآن
ل
م يتبقَ سوى ثمانية أيام فقط على إنهاء تصوير مشاهد فيلم الغراب والذي تسبب ببروز اسم مخرجه الأسترالي اليكس بروياس والذي شاهدنا له أفلاماً مميزة مثل (Dark City, I Robot Knowing). لكن بروياس سيتذكر هذا اليوم جيداً ففيه تم قتل نجم الفيلم براندون لي (ابن الممثل الشهير بروس لي) بينما كان يقوم بتمثيل أحد المشاهد.
كان المشهد يروي كيف يعود الموسيقي إيريك درافين (يقوم بدوره لي) لشقته فيكتشف أن حبيبته قد تم اغتصابها من قبل مجموعة من أوغاد العصابات وينتهي المشهد بأن يقوم أحد أفراد العصابة بإطلاق النار عليه وقتله. ولكي يتم تجهيز المشهد فإن فريق العمل وقبل أسابيع من تصوير المشهد قاموا تحت ضغوطات ضيق الوقت وقلة الخبرة بشراء ذخيرة حية وتوفير مسدس حقيقي لاستخدامه بعد أن يتم تفريغ رصاصاته من البارود وأعادوه ليستخدمه الممثل بدلاً من الرصاص المزيف المفترض استخدامه. ولسوء الحظ فإن فريق الإشراف على إطلاق النار والأسلحة بالفيلم كان قد غادر الموقع مبكراً فتم إيكال مهمة التأكد من سلامة الأسلحة لأحد المساعدين غير المتخصصين.
لم يكن المتواجدون يعلمون أن قوة الزناد قد تكون كافية لإطلاق جسم الرصاصة المعدني حتى ولو كان فارغاً لينطلق بسرعة خارقة، لذلك فإن الممثل مايكل ماسي عندما أمسك بالمسدس وأطلق الرصاصات على براندون لي لم يكن يدرك أن إحدى تلك الرصاصات كانت قد خرجت فعلاً واستقرت في أحشاء براندون لي. سقط لي بسبب الرصاصة الحقيقية لكن الفريق ظنه لازال يمثل دور القتيل وعندما صرخ المخرج منهياً التصوير للقطة لم يتحرك لي مما جعل الفريق يطمئن عليه ليكتشفوا أنه قد أصيب.
رغم محاولة الفريق أخذه للمستشفى إلا أن قلب لي توقف مرتين عن النبض قبل أن يصل للمستشفى إحداهما في موقع التصوير والأخرى في سيارة الإسعاف. وبعد عملية استمرت ست ساعات تم ضخ فيها الكثير من الدماء للمصاب تم إعلان وفاة براندون لي في تمام الساعة الواحدة وثلاث دقائق من ظهر آخر أيام مارس عام 1993م، كان في الثامنة والعشرين من عمره عندما رحل.
سرت إشاعة قوية أن هنالك من عبث بالمسدس وجعله جاهزاً لإطلاق النار ليقضي على الممثل الراحل. لاحقاً وبعد تردد، قرر المخرج والمنتج مواصلة تصوير الفيلم باستخدام ممثل بديل وتم طرح الفيلم في الولايات المتحدة الأمريكية في 13 مايو 1994م وحقق الفيلم نجاحاً نقدياً كبيراً حيث اعتبره كثير من النقاد آنذاك أفضل فيلم معتمد على قصة مرسومة (كوميكس) كما نجح جماهيرياً فحصد 94 مليون دولار وهو مبلغ يتجاوز ستة أضعاف تكلفة الفيلم الأصلية.

## القصة
تدور أحداث الفيلم حول مغني روك يعيش مع خطيبته إذ به يتفاجأ بوجود عصابة بينها وبينه حساب قيقتلونه مع خطيبته لكن تمر سنة فيأتي غراب إلى قبره فيعود إلى الحياة وينتقم لخطيبته

## وصلات خارجية
- مقالات تستعمل روابط فنية بلا صلة مع ويكي بيانات